# Măgurele, Bistrița-Năsăud
Măgurele, mai demult Șirling, Șârling, Cucutenii pe Șieu (în dialectul săsesc Schiärlänk, în germană Scherling, Schierling, în maghiară Serling) este un sat în comuna Mărișelu din județul Bistrița-Năsăud, Transilvania, România.

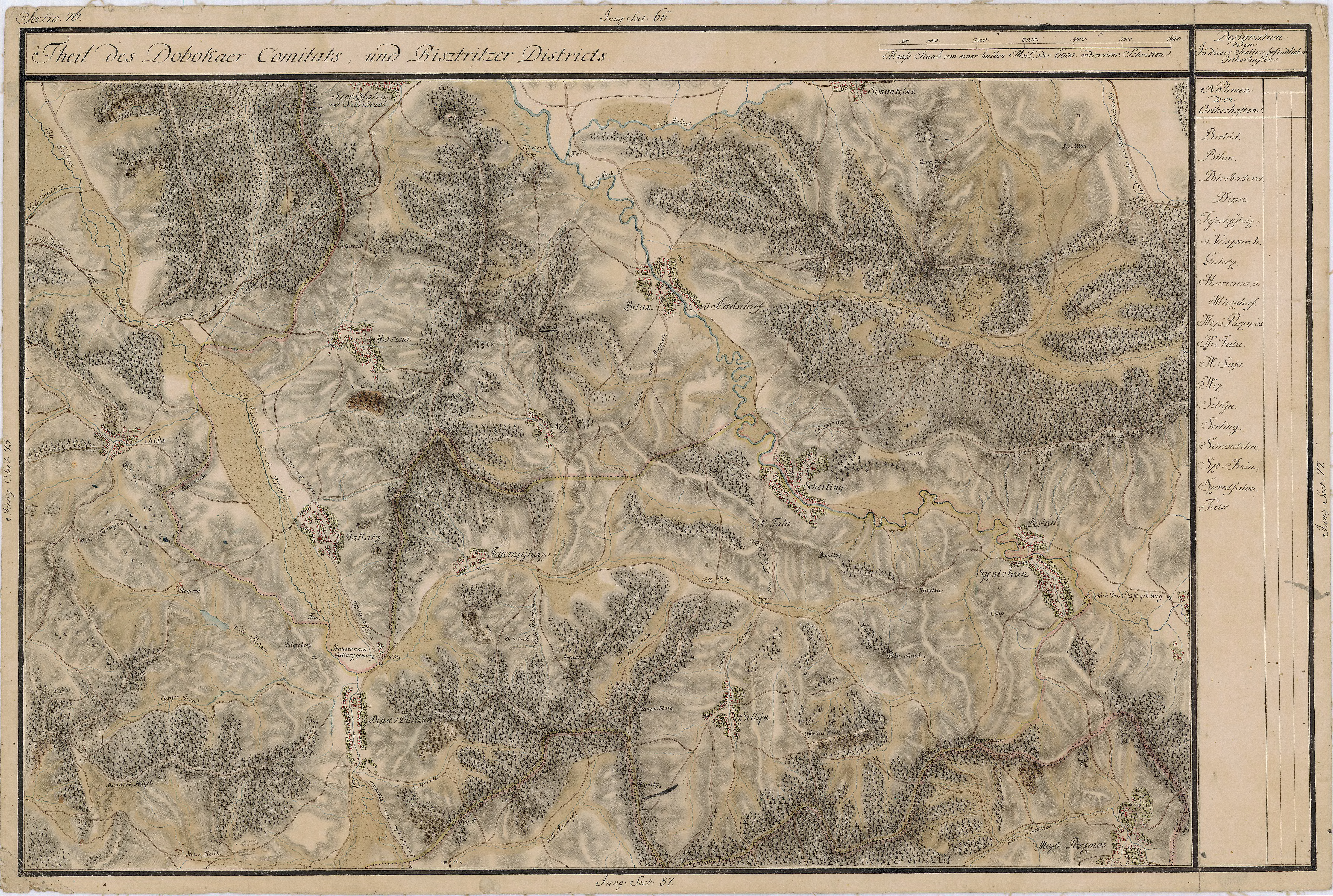
Măgurele în Harta Iosefină a Transilvaniei, 1769-73

## Vezi și
- Biserica de lemn din Măgurele